# À bout de sexe
 Pour plus de détails, voir Fiche technique et Distribution
À bout de sexe est un film pornographique de Serge Korber qu'il a réalisé sous le pseudonyme de John Thomas en 1975.

## Fiche technique
- Réalisation : Serge Korber (crédité John Thomas)
- Scénario : Frank Barthès
- Musique : Claude Vernon
- Producteur : Claude Lip
- Montage : Marie-Claire Korber (créditée Airelle Reboc)
- Images : Claude Becognée et Claude Labbé
- Société de production : Korthou Productions
- Pays :  France
- Durée : 90 min
- Genre : Pornographique
- Film interdit aux moins de 18 ans

## Distribution
- Martine Grimaud
- Chantal Fourquet
- Muriel-Anne Varèze
- Badia Najem
- Pamela Stanford
- Ellen Earl
- Sylvia Bourdon
- Eva Chrys
- Anna Douking
- Emmanuelle Parèze
- Yves Collignon
- Richard Darbois
- Michel Vocoret
- Charlie Schreiner
- Pierre Danny
- Bernard Musson
- Catherine Castel